# Halichondria fragilis
Halichondria fragilis är en svampdjursart som beskrevs av Kieschnick 1896. Halichondria fragilis ingår i släktet Halichondria och familjen Halichondriidae. Inga underarter finns listade i Catalogue of Life.